# Isamot Kol
Isamot Kol es un superhéroe de ficción, un extraterrestre del planeta Thanagar, y un miembro de la fuerza policial intergaláctica conocida como los Green Lantern Corps. Su primera aparición fue en Green Lantern Corps: Recharge N.º 1 (noviembre de 2005) de DC Comics. Fue creado por los escritores Geoff Johns y Dave Gibbons, y el artista Patrick Gleason. Fue nombrado por el editor Peter Tomasi, ya que "Isamot" es "Tomasi" escrito al revés.

## Historia
Kol es un sauriano, o lagarto humanoide, una de las razas autóctonas de Thanagar. Como miembro veterano del Ejército Imperial Thanagariano, luchó en la Guerra Rann-Thanagar. Kol había sido condenado a muerte por asesinar a su oficial al mando cuando este quiso rendir el escuadrón ante los rannianos. Kol explicó que detesta a los cobardes y que, después de matar a su superior, él y el resto de su escuadrón derrotaron a los rannianos. Sus camaradas trataron de hacer pasar la muerte de su superior como un accidente pero Kol, quien tiene a la verdad como precepto personal, se negó a mentir.
Sin embargo, en el momento exacto en que iba a ser decapitado, lo salvó un anillo de poder, la poderosa arma asignada a cada miembro de los Green Lantern Corps. Los Corps se encontraban en el proceso de reclutar a 7200 miembros nuevos con el objeto de reconstruir sus filas luego de su destrucción a manos del villano Parallax. Los anillos permiten que quienes los usan conjuren prácticamente cualquier objeto o forma de energía con el único límite impuesto por la imaginación y el poder de voluntad del portador. De este modo el anillo, que contiene una computadora viviente, liberó a Kol de sus ataduras y le permitió escapar de sus captores. Luego, fue llevado a Oa, hogar de los Guardianes del Universo, para recibir su entrenamiento como Linterna Verde.
Kol recibió una comisión temporaria junto con su compañero recluta Vath Sarn, un ranniano que también había sido escogido en medio de la guerra. En contraste con la disciplina y adaptabilidad de Sarn, Kol todavía veía a Sarn como un enemigo e instigó un conflicto con él cuando comenzaron su primer misión: alejar a las naves que se aproximaran a la Estrella 38, que, como varias otras, había comenzado a mostrar signos de inestabilidad. Kol tardó además en adaptarse a los protocolos de los Corps, cuestionando sus órdenes, llegando incluso a amenazar a una nave hospital okaarana que había abierto fuego sobre él luego de negarse a cambiar su curso. Sin embargo, los dos consiguieron cumplir sus deberes como LVs. De todas formas, la estrella se convirtió en una supernova provocando la creación de un agujero negro. Ambos reclutas intentaron valientemente rescatar la nave, pero fueron succionados. Eventualmente fueron salvados por Kilowog, y se reunieron con otros Linternas Verdes mientras descubrían que la Spider Guild era la causante de las supernovas. La Spider Guild, un grupo de arañas humanoides del sistema solar de Vega, planeaba atacar Oa, pero Sarn y los demás Linternas Verdes lograron regresar allí y rechazar el ataque con éxito.
Aunque se ha adaptado a Vath, actualmente decidió reducir su servicio en los Green Lantern Corps debido a la necesidad de apareamiento que ha desarrollado como cualquier otro miembro de su especie. Anunció su deseo de volver al servicio en Thanagar durante un tiempo, mientras vive con su pareja, otra sauriana.
- Datos: Q933042